# Forcipomyia paenulata
Forcipomyia paenulata är en tvåvingeart som beskrevs av Debenham 1987. Forcipomyia paenulata ingår i släktet Forcipomyia och familjen svidknott. Inga underarter finns listade i Catalogue of Life.